# اس‌ام‌اس دویچلند (۱۹۰۴)
اس‌ام‌اس دویچلند (۱۹۰۴) (به انگلیسی: SMS Deutschland (1904)) یک کشتی بود که طول آن ۱۲۷٫۶ متر (۴۱۹ فوت) بود. این کشتی در سال ۱۹۰۴ ساخته شد.